# Stegnospermataceae
Stegnospermataceae es una familia perteneciente al orden Caryophyllales con un único género: Stegnosperma, que consta de 5 especies de distribución neotropical. 

## Descripción
Los miembros de esta familia son subarbustos o lianas suculentas xerófilas de hábito erecto o trepador. Hojas en disposición alterna; de forma elíptica u oblonga, o también ovada u obovada; carnosas y con márgenes enteros.

Flores hermafroditas reunidas en inflorescencias terminales o axiales en cimas o panículos. Corola con 5 pétalos más cortos que los sépalos.
 El fruto es una cápsula coriácea dehiscente con entre 3 a 5 valvas que contienen de 1 a 5 semillas cubiertas por un arilo carnoso.

## Distribución
Se distribuye por las regiones tropicales y subtropicales de Centroamérica y el Caribe.